# Джеррі Цукер
Джеррі Цукер (англ. Jerry Zucker; нар. 11 березня 1950) — американський кінопродюсер, режисер і письменник, відомий своєю роллю в режисурі комедійних фільмів, таких як Аероплан!, Цілком таємно!, а також номінованої на «Премію Оскар за найкращий фільм» драми «Привид».

## Життєпис
Джеррі Джі Цукер народився 11 березня 1950 року в Мілвокі (штат Вісконсин, США) в єврейській родині, ставши одним з трьох дітей в сім'ї акторів Бертона Цукера (1916—2008) і Шарлоти Цукер (1921—2007), які були одружені 66 років — з 1941 рік а і до смерті Шарлотти 5 вересня 2007 рік а в 86-річному віці. У Джеррі є старший брат-режисер Девід Цукер (нар. 1947) і сестра-актриса Сьюзен Бресло (Цукер).
Джеррі почав свою кар'єру в кіно в якості актора в 1972 році, і знімався в кіно до 1984 року. З 1977 року Джеррі працює в якості сценариста і режисера.
Джеррі — лауреат премій «Премія Гільдії сценаристів Америки» (1981), «ShoWest Convention» (1989, 1991), «Sant Jordi Awards» (1991), «Майніті» (1991) і «Комедійний фестиваль» (2004).